# Čang-ťia-ťie
Čang-ťia-ťie (čínsky pchin-jinem Zhāngjiājiè, znaky 张家界) je městská prefektura v Čínské lidové republice, kde patří do provincie Chu-nan.
Celá prefektura má zhruba půldruhého milionu obyvatel a rozlohu 9 540 čtverečních kilometrů.
Leží zde přírodní památka Wu-ling-jüan řazená mezi Světová dědictví UNESCO.

## Správní členění
Městská prefektura Čang-ťia-ťie se člení na čtyři celky okresní úrovně, a sice dva městské obvody a dva okresy.
| Jung-ting Wu-ling-jüan okres · Cch’-li okres · Sang-č’ |          |                       |             |                                         |
| Název                                                  | Název    | Počet obyvatel (2020) | Rozloha km² | Hustota zalidnění (obyv. na km²) (2020) |
| český přepis                                           | znaky    | Počet obyvatel (2020) | Rozloha km² | Hustota zalidnění (obyv. na km²) (2020) |
| Městské obvody                                         |          |                       |             |                                         |
| Jung-ting                                              | 永定区   | 517 595               | 2 182       | 237                                     |
| Wu-ling-jüan                                           | 武陵源区 | 60 857                | 396         | 154                                     |
| Okresy                                                 |          |                       |             |                                         |
| Cch’-li                                                | 慈利县   | 562 493               | 3 497       | 161                                     |
| Sang-č’                                                | 桑植县   | 376 082               | 3 466       | 109                                     |
|                                                        |          |                       |             |                                         |
| Celkem                                                 | Celkem   | 1 517 027             | 9 540       | 159                                     |

## Partnerská města
- Hadong County, Jižní Korea (31. březen 2006)
- Naruto, Japonsko (26. říjen 2011)
- Santa Fe, Nové Mexiko, USA (29. říjen 2009)